# Edward L. Plumb
Edward L. Plumb est un réalisateur, acteur, scénariste et producteur américain.

## Filmographie

### comme réalisateur
- 2006 : They Boneyard Collection